# 訃報 1979年5月
訃報 1979年5月（ふほう 1979ねん5がつ）では、1979年（昭和54年）5月中に物故した、又は物故が報じられた人物についてまとめる。

## （1日 - 15日）

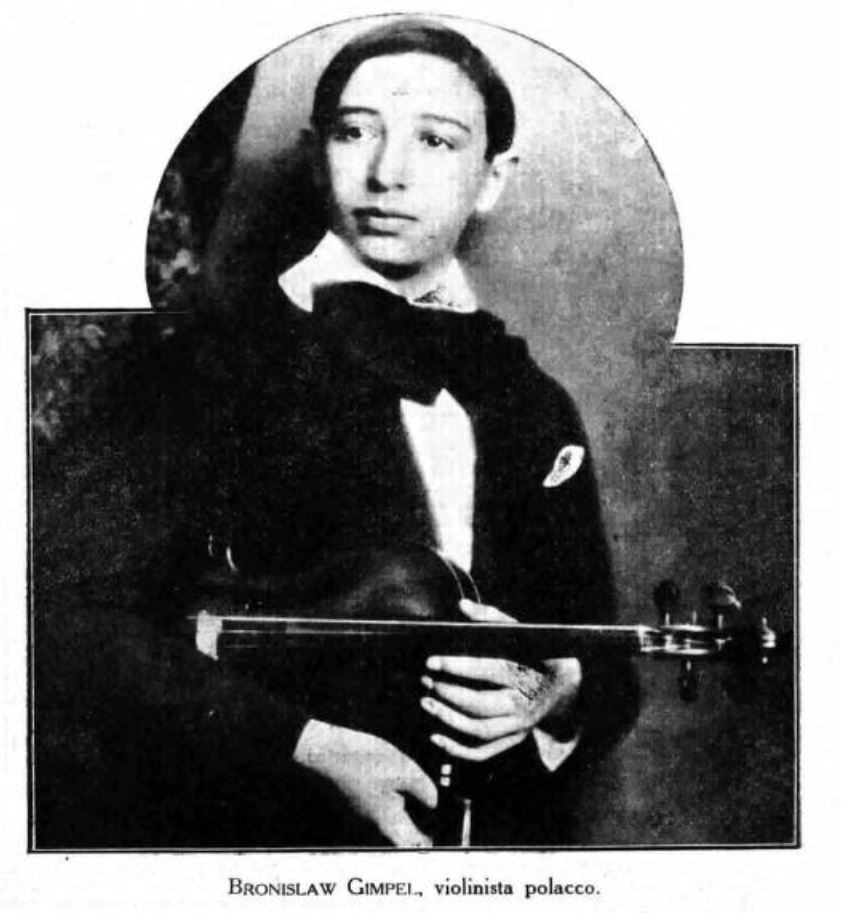
ブロニスワフ・ギンペル／5月1日没

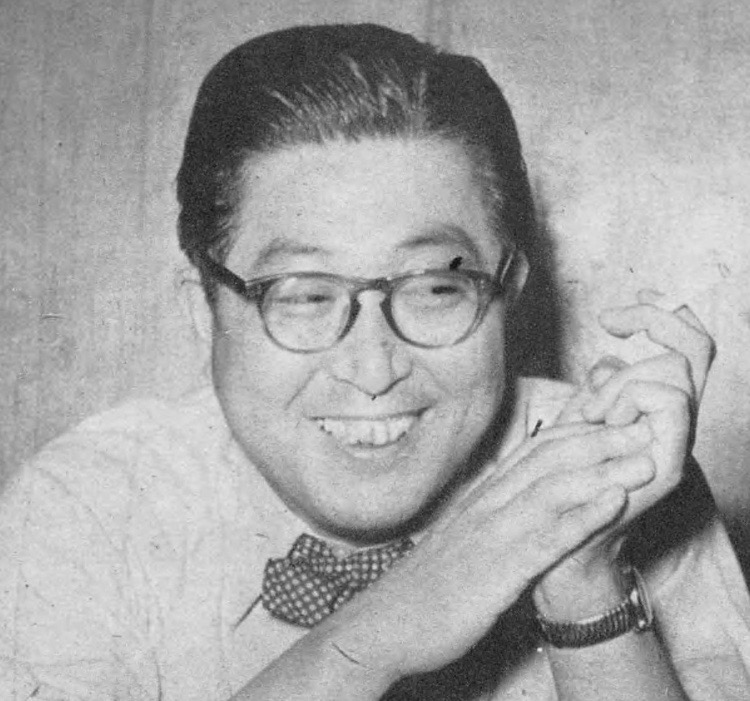
藤本真澄／5月2日没

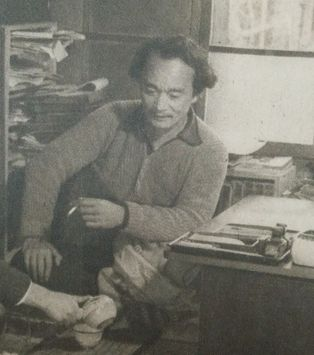
蕗谷虹児／5月6日没

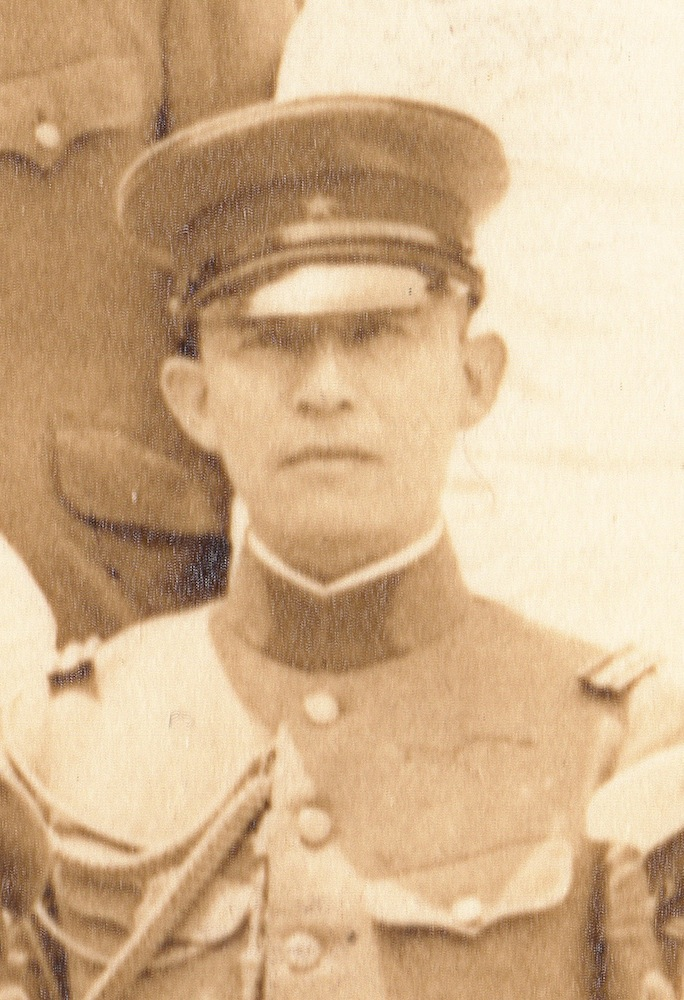
松村知勝／5月7日没

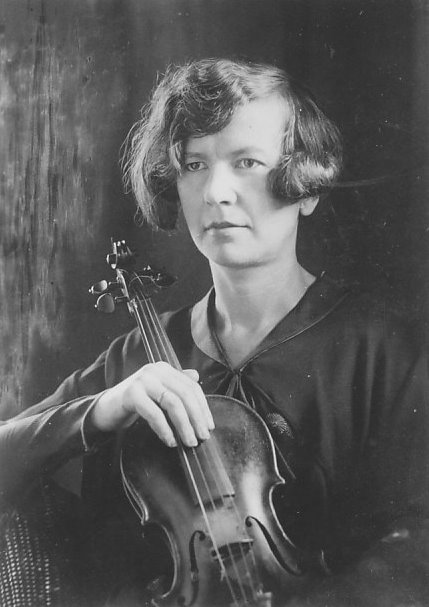
小野アンナ／5月8日没

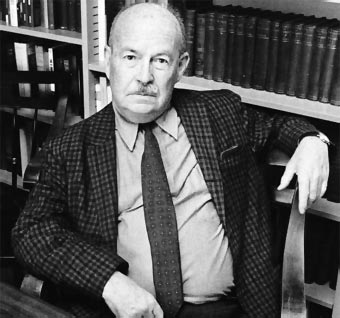
タルコット・パーソンズ／5月8日没

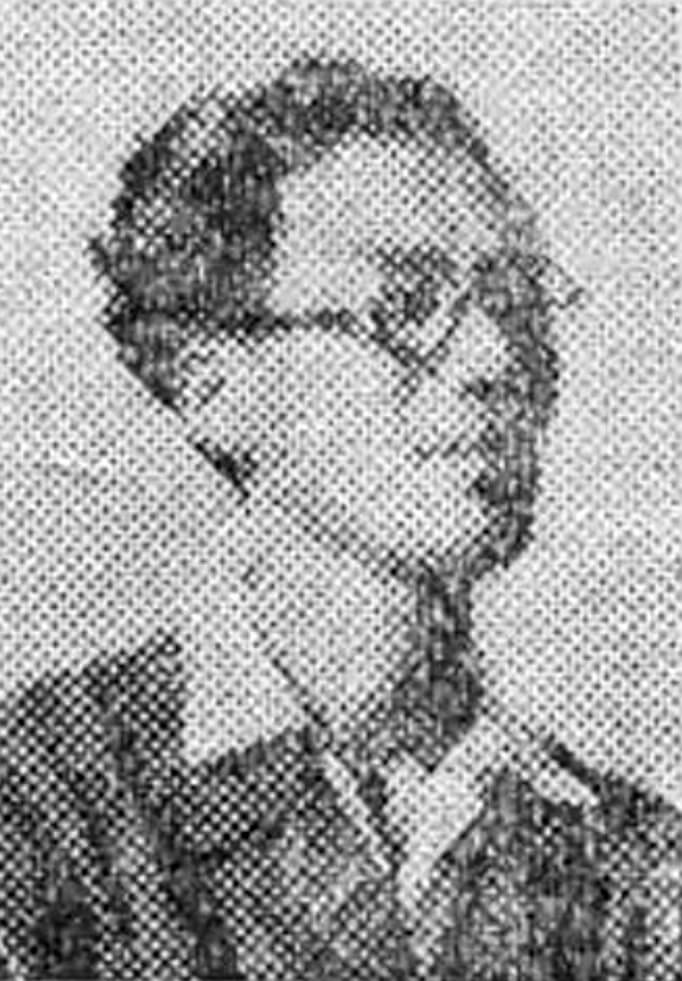
坂口利雄／5月9日没

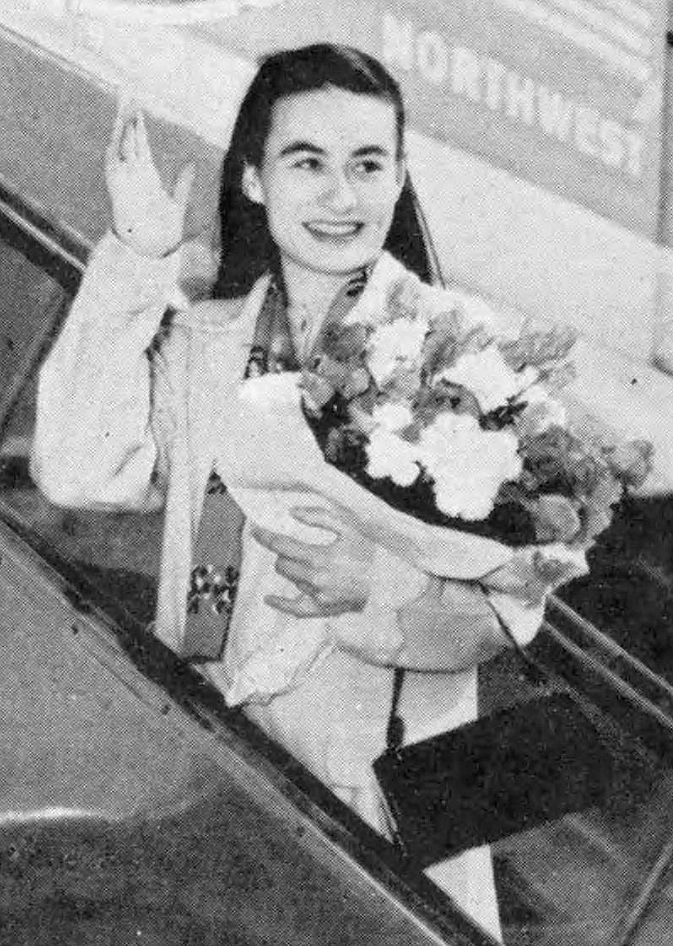
巖本真理／5月11日没

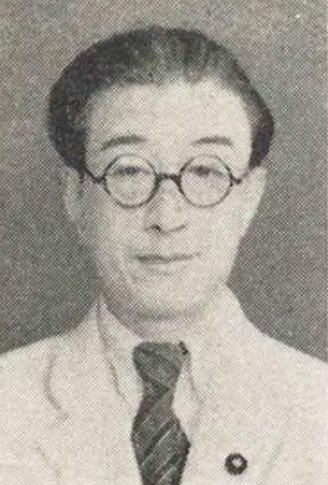
松平斉光／5月14日没

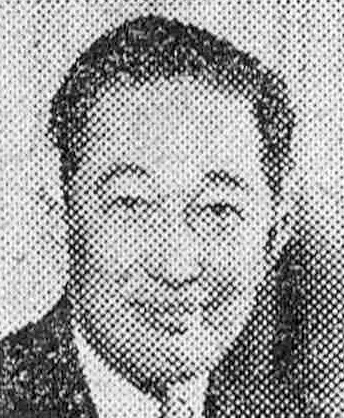
森岩雄／5月14日没

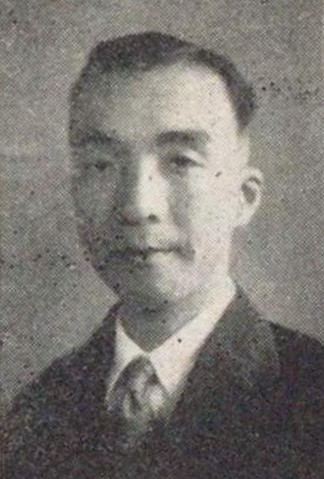
壬生基泰／5月14日没

- 5月1日 - 加藤元一、生理学者・医学博士（* 1890年）
- 5月1日 - ブロニスワフ・ギンペル、ヴァイオリニスト（* 1911年）
- 5月2日 - 藤本真澄、映画プロデューサー（* 1910年）
- 5月3日 - 大垣肇、劇作家（* 1910年）
- 5月4日 - 田口長治郎、政治家（* 1893年）
- 5月6日 - 蕗谷虹児、挿絵画家・詩人（* 1898年）
- 5月7日 - 松村知勝、陸軍軍人（* 1899年）
- 5月8日 - 小野アンナ、ヴァイオリニスト（* 1890年）
- 5月8日 - タルコット・パーソンズ・社会学者（* 1902年）
- 5月9日 - 石田和外、第5代最高裁判所長官（* 1903年）
- 5月9日 - 坂口利雄、歌人・作詞家（* 1910年）
- 5月10日 - 江馬務、歴史学者（* 1884年）
- 5月10日 - 小野竹喬、日本画家（* 1889年）
- 5月11日 - 辻本繁、聾唖教育者（* 1893年）
- 5月11日 - 巖本真理、ヴァイオリニスト（* 1926年）
- 5月14日 - 松平斉光、政治思想史学者（* 1897年）
- 5月14日 - 進藤誠一、フランス文学者・九州大学名誉教授（* 1898年）
- 5月14日 - 森岩雄、映画プロデューサー（* 1899年）
- 5月14日 - 壬生基泰、政治家・華族（* 1909年）

## （16日 - 31日）

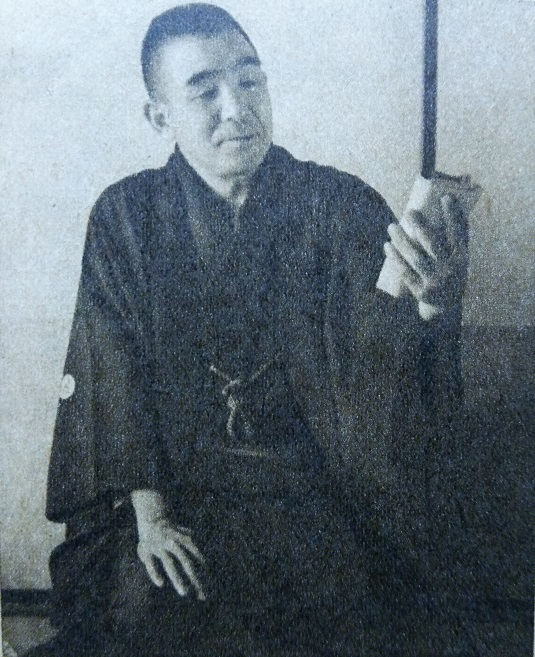
六代春風亭柳橋／5月16日没

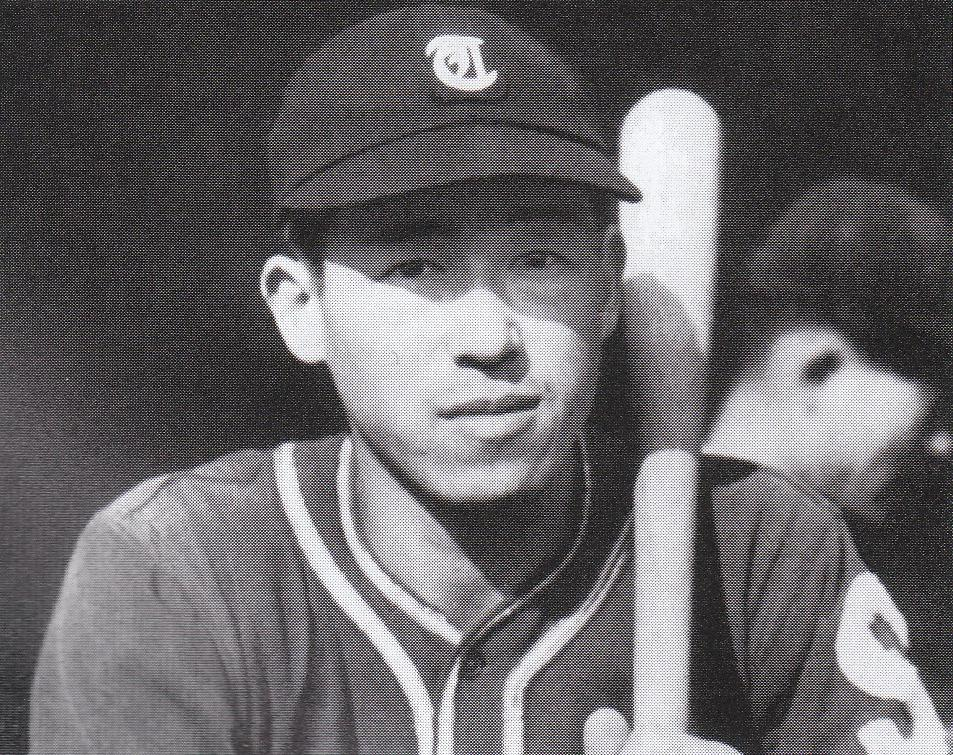
大下弘／5月23日没

- 5月16日 - 六代春風亭柳橋、落語家（* 1899年）
- 5月17日 - 赤塚藤七、関東軍憲兵・赤塚不二夫の実父（* 1908年）
- 5月21日 - 高桑純夫、哲学者・評論家（* 1903年）
- 5月21日 - 小田仁二郎、小説家（* 1910年）
- 5月22日 - 近藤洋逸、数学史家・科学思想史家（* 1911年）
- 5月23日 - 大下弘、元プロ野球選手【東急フライヤーズ、西鉄ライオンズ所属】（* 1922年）[1]
- 5月25日 - 今道潤三、TBS元社長・会長（* 1900年）
- 5月27日 - 岡崎清三郎、陸軍軍人（* 1893年）
- 5月28日 - 坪上貞二、外交官（* 1884年）